# 设计艺术学
设计艺术学是中国大陆学科门类名称，也可简称设计学。此学科于1998年被国务院学位委员会列为“艺术学”一级学科门类下的二级学科。该名称对应于英文的“Design”，在大陆艺术学界常常被简称为“设计”或“艺术设计”。但“设计艺术学”包含的主要门类是平面设计、环境艺术设计、服装设计、产品设计、景观设计、陶瓷设计等等，而通常不包括“建筑设计”和“工业设计”。
目前中国大陆的设计艺术学国家重点学科设在清华大学。此外，中国美术学院、中央美术学院、澳门科技大学、中国艺术研究院、南京艺术学院、湖南大学、江南大学、上海交通大学、上海大学上海美术学院等院校和研究机构，也具有设计艺术学博士学位授予权。另外还有一些院校虽然没有“设计艺术学”博士学位的直接授予权，但也合法地利用“美术学”、“中国现当代文学”等相关学科博士点，实际招收从事设计艺术学研究方向的美术学或文学博士研究生。
在欧美国家，艺术设计学没有博士学位，只有两个硕士学位MA (Master of Art)和MFA（Master of Fine Art）：MFA比MA要多修30多个学分的课程；MFA由于是最高的艺术设计学学位，所以相当于其他专业的博士学位。中国大陆的艺术设计学博士学位在欧美对应的就是MFA的学位，硕士学位对应的则是MA的学位。